# Кочко-Пожарки
Кочко-Пожарки (тат. Кучкай Пожары, Qucqay Pojarı, буквально: «Пожарки Кучкая») — село в Сергачском районе Нижегородской области, единственный населённый пункт Кочко-Пожарского сельсовета.
Село располагается на правом берегу реки Пьяны. Населено преимущественно мишарями.

## История села
По преданию, записанному в начале века Г. Н. Ахмаровым, первые поселенцы прибыли в эти края с Ахтубы. Предполагается, что название села от его основателя мурзы Кучкая.

## Население
| 2002 | 2010 | 2012 | 2013 | 2014 | 2015 | 2016 |
| ---- | ---- | ---- | ---- | ---- | ---- | ---- |
| 829  | ↘704 | ↘682 | ↘678 | ↘665 | ↘644 | ↘626 |
| 2017 | 2018 | 2019 | 2020 | 2021 |      |      |
| ↗632 | ↘622 | ↘600 | ↘587 | ↗617 |      |      |

## Религия
Мечети
- Мечети

## Знаменитые люди из Кочко-Пожарок
- Шазам Сафин. Олимпийский чемпион по греко-римской борьбе (1952), Заслуженный мастер спорта СССР (1952), Бронзовый призёр чемпионата мира (1953).
- Рамил Курамшин. Заслуженный баянист ТАССР.

## Прочее
В селе расположено отделение Почты России (индекс 607520).